# Тип 59
Tип 59 (заводское обозначение — WZ-120) — китайский основной боевой танк 1950-х годов, созданный на основе советского Т-54А.

## История создания
После окончания гражданской войны в 1949 году НОАК была регулярной, однако же большая часть вооружения была морально устаревшей или срочно требовала ремонта. Это относилось и к имевшимся в Китае танкам периода Второй мировой войны, произведённым американцами или японцами. Вскоре в Китай из СССР было поставлено большое количество военной техники, в том числе Т-34-85, 100-мм самоходная артиллерийская установка СУ-100 и бронетранспортеры БТР-40 и БТР-152. В начале 1950-х годов последовали новые поставки большого количества техники, на этот раз — в основном танков Т-54, производство которых было позднее налажено Китаем под обозначением «Тип 59». Первые танки, выпущенные в Китае на заводе Баотоу, были слабо оборудованы — отсутствовали система стабилизации 100-мм пушки и прибор ночного видения. Однако позднее эти танки были оснащены полным набором ИК ПНВ для командира, наводчика и водителя, а также системой стабилизации пушки. Установленные в носовой части танка и спаренный с пушкой 7,62-мм пулемёты имели обозначение Тип 59Т, а 12,7-мм советский пулемёт ДШКМ, установленный в районе люка, получил обозначение Тип 54.
Британская компания MEL поставила небольшое количество приборов ночного видения для танка Тип 59, включая перископ водителя и прицелы для командира и наводчика. Позднее много таких танков видели с лазерным дальномером, установленным снаружи, над маской пушки — на крайне уязвимом для стрелкового оружия и осколков месте.

## Дальнейшее развитие танка
На смену танку Тип 59 пришёл Тип 69, построенный на той же базе. Главным его отличием являлось применение 100-мм гладкоствольной пушки вместо 100-мм нарезной пушки. Далее появился Тип 79, выпускавшийся в сравнительно небольших количествах в 1980-х годах (фактически являлся танком Тип 69 со 105-мм нарезной пушкой и незначительными изменениями трансмиссии и двигателя). Но к тому времени эти танки уже успели исчерпать свой ресурс, в результате чего параллельно с выпуском танка Тип 79 Китай начал проектирование нового танка. Этим танком стал появившийся в 1988 году танк Тип 88.
В 1984 году на оружейной выставке "British Army Equipment Exhibition 1984" был представлен демонстрационный образец модернизированного танка "тип 59", предложенный для армии Пакистана (с улучшенной системой управления огнём за счёт установки на танк приборов ночного видения и лазерного дальномера).

## Модификации
- Tип 59 (WZ-120) — лицензионная копия T-54A 1957 года — 100-мм нарезная пушка Tип 59 (Д-10ТГ).
- Tип 59-I (WZ-120A) — новая пушка с двухплоскостным стабилизатором — 100-мм гладкоствольная пушка Tип 69-II разработки фирмы CEIEC (с начала 80-х гг.).
- Tип 59-II (WZ-120B) — новая пушка — 105-мм нарезная пушка Tип 81 (Royal Ordnance L7). Серия в 1982-85 годах.
- Tип 59-IIA — введен термозащитный кожух для пушки, резино-тканевые бортовые противокумулятивные экраны и 105-мм нарезная пушка Tип 81-I (Royal Ordnance L7).
- Tип 59Гаи (BW-120K) — опытный Tип 59-II вооружённый 120-мм пушкой — 120-мм гладкоствольная пушка Rheinmetall Rh-120-L44.
- Tип 59Д (WZ-120C) — введение динамической защиты и 105-мм нарезной пушки Tип 83-I(83A) (Royal Ordnance L7).
- Tип 59Д-I (WZ-120C-I) — экспортный, введение пушки с теплоизоляционным кожухом — 105-мм нарезная пушка Tип 79 (Royal Ordnance L7).
- Тип 59-IIД1 (Турe 59-IID1, WZ120C1) вооружен 105-мм пушкой «79», имеющей алюминиево-композитный теплоизоляционный кожух ствола. Как и на израильских танках пушка может вести огонь противотанковыми управляемыми ракетами (ПТУР) на дальности до 5,2 км. Ракеты позволяют пробивать гомогенную броню толщиной 700 мм.
- Tип 59Р — экспортный, с новой СУО, системой ПАЗ, фальшбортами и 105-мм нарезной пушкой Tип 79 (Royal Ordnance L7).
- Tип 59П — экспортный, c усиленным бронированием башни и лобовой части корпуса и 105-мм нарезной пушкой Tип 79 (Royal Ordnance L7).
- Tип 59Г (Type 59-125\59-120) — экспортный, новая башня, навесная ДЗ, обновленная СУО, двигатель 580/1200 л. с. и 120-мм гладкоствольная пушка Rh-120-L44 либо нелицензионная копия 2А46.
- Тип 59G(BD) Durjoy — модификация для армии Бангладеш.
- Тип 59G TZ — модификация Тип 59G, сделанная в Танзании, вооружение состоит из нелицензионной копии 2А46, в ходе модификации были обновлены охлаждения кабины. Состоит на вооружении Вооружённых сил Танзании.
- Тип 72 Safir — Иранская версия со 105 мм орудием M68.

## Операторы
- Албания — 3 единицы по состоянию на 2013 год[2], всего поставлена 721 единица из Китая в период с 1966 по 1975 годы[3]
- Ангола — 25 единиц поставлено из Китая в 1975 году[3]
- Бангладеш — 174 единицы по состоянию на 2013 год[4]
- Вьетнам — 350 единиц по состоянию на 2013 год[5]
- ДР Конго — от 12 до 17 единиц, оценивающихся как небоеспособные, по состоянию на 2013 год[6]
- Замбия — 20 единиц, по состоянию на 2021 год[7]
- Зимбабве — 20 единиц, оценивающихся как небоеспособные, по состоянию на 2013 год[8], всего поставлено 22 единицы из Китая в период с 1985 по 1986 годы[3]
- Ирак — от 250 до 1300 единиц поставлено из Китая в период с 1982 по 1987 годы[3]
- Иран — 350 единиц Т-54, Т-55, Type-59 и Safir-74 по состоянию на 2013 год[9], всего поставлено 300 единиц из Китая в период с 1982 по 1984 годы[3]
- Камбоджа — 50 единиц по состоянию на 2013 год[10]
- Китай — 2200 единиц Type-59, 650 Type-59D и 550 Type-59-II по состоянию на 2014 год[11]
- КНДР — некоторое количество по состоянию на 2013 год[12], всего поставлено от 50 до 175 единиц из Китая в 1973 году[3]
- Республика Конго — 15 единиц по состоянию на 2021 год[13]
- Мьянма — 25 единиц Type-59D поставлено из Китая в 2004 году[3]
- Пакистан — 1100 единиц по состоянию на 2013 год[14], всего поставлено 1759 единиц из Китая: 750 единиц в период с 1966 по 1970 годы, 159 единиц в 1974 году, 825 единиц в период с 1978 по 1988 годы[3]
- Судан — 60 единиц по состоянию на 2013 год[15]
- Танзания — 15 единиц по состоянию на 2013 год[16], всего поставлено 30 единиц из Китая в период с 1971 по 1973 годы[3]
- Шри-Ланка — 25 единиц поставлено из Китая в 1991 году[3]

## Тип 59 в массовой культуре
Этот танк можно увидеть в популярной онлайн-игре World of Tanks (и его золотой вариант) - премиумный танк восьмого уровня, а также в War Thunder, Armored Warfare: Проект Армата, Карибский кризис и в некоторых шутерах и стратегиях.
Отражение тактико-технических характеристик бронетехники и особенностей её применения в бою во многих компьютерных играх часто далеко от реальности.